# La dama de la furgoneta
La dama de la furgoneta (títol original en anglès The Lady in the Van) és una pel·lícula britànica de 2015, dirigida per Nicholas Hytner i protagonitzada per Maggie Smith i Alex Jennings. La història està basada en un llibre basat en fets reals d'Alan Bennett.

## Argument
Mary Shepherd és una dona gran que viu en una vella furgoneta aparcada en un carrer de Londres. Un dia l'escriptor Alan Bennett li va permetre estacionar en l'accés de casa seva, com a favor temporal. Aquest fet es va transformar en una relació de quinze anys.

## Repartiment
- Maggie Smith com a Srta. Mary Shepherd / Margaret Fairchild
- Alex Jennings com a Alan Bennett
- Clare Hammond com a Margaret Fairchild (de jove)
- Roger Allam com a Rufus
- Deborah Findlay com a Pauline
- Gwen Taylor com a mare
- Frances de la Tour com a Ursula Vaughan Williams
- David Calder com a Leo Fairchild
- Jim Broadbent com a Underwood
- Claire Foy com a Lois
- Cecilia Noble com a Miss Briscoe
- Nicholas Burns com a Giles Perry
- Pandora Colin com a Sra. Perry
- Clive Merrison com a home al confessionari

## Premis i nominacions
- 2016: Globus d'Or - Maggie Smith - Nominada a millor actriu musical o còmica
- 2016: Premi BAFTA - Maggie Smith - Nominada a millor actriu